# Дон (Орловская область)
Дон — упразднённый посёлок, существовавший на территории Дмитровского района Орловской области до 1971 года. На момент упразднения входил в состав Малобобровского сельсовета.

## География
Располагался в 9 км к югу от Дмитровска на правом берегу реки Нессы.

## История
В 1926 году в посёлке было 20 дворов, проживало 122 человека (56 мужского пола и 66 женского). В то время Дон входил в состав Круглинского сельсовета Круглинской волости Дмитровского уезда. Позднее передан в Малобобровский сельсовет. В 1928 году вошёл в состав Дмитровского района. В 1937 году в посёлке было 19 дворов. Во время Великой Отечественной войны, с октября 1941 года по август 1943 года, находился в зоне немецко-фашистской оккупации. Упразднён 25 февраля 1971 года.

## Население
| 122 |